# Scaphidema metallicum
Scaphidema metallicum (лат.) — вид жуков-чернотелок. Длина тела взрослых насекомых (имаго) 3,6—5 мм. Тело ржаво-бурое с бронзовым отблеском. Ноги, основание усиков и ротовые органы красные. Личинки длиной 4,5—5 мм. Живут под корой деревьев дуба черешчатого и белой акации. Встречаются в Европе и в Сибири до Томской области.